# Biofeedback
Biofeedback, též biologická zpětná vazba je terapeutický postup, který zahrnuje měření osobních fyziologických veličin jako krevní tlak, tep, teplotu, pocení, svalové napětí (EMG) v reálném čase a jejich prezentaci ve vhodné formě pacientovi. Pacient je do jisté míry schopen tyto hodnoty ovlivnit vůlí a tím se naučit je alespoň částečně ovládat.
Malé přístroje na biofeedback jsou dnes běžně k dostání, můžeme k nim zařadit i přístroje na měření tlaku (tonometry).
Biofeedback může být použit ke zlepšení zdraví, výkonu a fyziologických změn, které se často vyskytují ve spojení se změnami myšlenek, emocí a chování. Tyto změny mohou být zachovány bez použití dodatečného vybavení, neboť nutně není nutno používat zařízení k procvičování biofeedbacku.
Bylo zjištěno, že biofeedback je účinný při léčbě bolesti hlavy a migrény.

## Hlavní součásti biofeedbacku

### Elektromyogram (EMG) – tonus svalů
Elektromyogram je nejrozšířenější formou měření biofeedbacku. Využívá elektrod, či jiných senzorů pro měření napětí svalů. Tím, že EMG upozorňuje na napětí ve svalu, pacient se může tento pocit naučit rozeznat a včas ovládnout. EMG je používán jako relaxační technika na pomoc při uvolňování svalových napětí při bolestech zad, hlavy, krku a vrzání zubů. EMG se může používat při léčbě některých onemocnění jejichž projevy se zhoršují při stresu – například astma.

### Povrchová teplota kůže
Senzor připevněný na prst na ruce či na nohu měří povrchovou teplotu kůže. Pokud je jedinec vystaven stresu, klesá z důvodu vazokonstrikce jeho povrchová teplota. Varování může pomoci včas začít s uvolňovacími technikami. Teplotní zpětná vazba může pomoci při léčbě určitých oběhových poruch nebo snížit frekvenci migrén.

### Galvanické napětí kůže
Senzory pro galvanické napětí kůže měří aktivitu vašich potních žláz. Tato informace může být užitečná při léčbě emočních poruch jako jsou fóbie, strach apod. Tato metoda je nejčastěji používána ve spojení s detektory lži. Praktiky využívající galvanického napětí kůže jsou používány i při některých typech psychoterapie.

### Elektroencefalogram (EEG)
EEG sleduje na základě korových akčních potenciálů aktivitu mozku při různých psychických i fyzických stavech jako je bdění, spánek, pohyb apod. Z důvodu časové a finanční náročnosti je tato metoda nejméně využívána v oblasti biologické zpětné vazby, ale své uplatnění si získala v diagnostice i terapii některých psychických poruch.

## Historie
Neal Miller, doktor psychologie a neurolog, je všeobecně považován za otce moderního studia biofeedbacku. Na jeho základní principy přišel při studiu podmíněného chování myší. Jeho tým odhalil, že při stimulaci center budících u myší příjemný pocit bylo možné naučit je ovládat určité projevy srdeční frekvence. Do této doby se předpokládalo, že tyto procesy jsou pouze pod vlivem autonomního nervového systému.

## Klinická účinnost
Asociace pro aplikovanou psychofyziologii a biofeedback (AAPB) a Mezinárodní společnost pro neurofrekvenci a výzkum (ISNR) spolupracují na ověřování a vyhodnocování léčebných protokolů k řešení otázek týkajících se klinické účinnosti použití biofeedbacku a neurofeedbacku, jako je ADHD a bolest hlavy. V roce 2001 Donald Moss, tehdejší prezident Asociace pro aplikovanou psychofyziologii a biofeedback, a Jay Gunkelman, předseda Mezinárodní společnosti pro neurofrekvenci a výzkum, jmenovali pracovní skupinu pro stanovení norem účinnosti biofeedbacku a neurofeedbacku.